# Jennifer Allen (Journalistin)
Jennifer Allen (* in Kanada) ist eine kanadische Kunstkritikerin und Journalistin, die in Deutschland arbeitet.

## Leben
Allen studierte Wirtschaft und Literatur an der McGill University in Montreal und promovierte 1998 in Literaturwissenschaften an der Université de Montréal. Ein DAAD-Stipendium führte Allen 1995 nach Berlin. Seit 2001  arbeitet sie als freie Autorin für internationalen Zeitschriften wie Artforum, Afterall, Les Temps Modernes, De Witte Raaf, Parkett und schreibt für Magazine wie Frieze, MOUSSE regelmäßig Kolumnen. In Deutschland publiziert sie in der Süddeutschen Zeitung der Taz und der ZITTY. 2011 wurde sie erste Chefredakteurin der neu gegründeten Kunstzeitschrift Frieze d/e, dem deutschen Ableger von Frieze. 2013 gab sie den Posten wieder auf und arbeitet wieder als freie Journalistin.
An Hochschulen und Institutionen hat wie der Humboldt-Universität hat sie Lehraufträge, gab Seminare und hat Vorträge gehalten wie am Collège international de philosophie in Paris.

## Auszeichnungen (Auswahl)
- 2009: ADKV-ART COLOGNE Preis für Kunstkritik.[3] mit der Begründung „Ihre Texte zeigen eine persönliche kritische Haltung, sind in der Argumentation überzeugend und machen die individuelle Sicht der Autorin auf die Gegenwartskunst auch stilistisch anschaulich“[1]

## Werke (Auswahl)
- Kunstgriffe Helaba, DuMont, 2003, ISBN 3-8320-8851-2